# Talyna Bejko
Talyna Iwaniwna Bejko (ukrainisch Талина Іванівна Бейко, engl. Transkription Talina Beiko; * 31. August 1970) ist eine ehemalige ukrainische Tennisspielerin.

## Karriere
Bejko gewann während ihrer Karriere zwei Einzel- und einen Doppeltitel des ITF Women’s Circuits.
Außerdem spielte sie 1995 für die ukrainische Fed-Cup-Mannschaft, wo sie bei sechs gespielten Matches zweimal siegreich war, davon je einmal im Einzel und Doppel.

## Turniersiege

### Einzel
| Nr. | Datum        | Turnier | Kategorie   | Belag | Finalgegnerin      | Ergebnis |
| --- | ------------ | ------- | ----------- | ----- | ------------------ | -------- |
| 1.  | Mai 1994     | Łódź    | ITF $10.000 | Sand  | Anne Kremer        | 6:4, 6:2 |
| 2.  | Oktober 1994 | Kiew    | ITF $10.000 | Sand  | Sylwia Rynarzewska | 6:2, 6:4 |

### Doppel
| Nr. | Datum        | Turnier  | Kategorie   | Belag             | Partnerin      | Finalgegnerinnen                   | Ergebnis |
| --- | ------------ | -------- | ----------- | ----------------- | -------------- | ---------------------------------- | -------- |
| 1.  | Oktober 1993 | Šiauliai | ITF $10.000 | Hartplatz (Halle) | Tanja Tsiganii | Natalia Bondarenko Olena Tatarkowa | 6:3, 6:1 |

## Persönliches
Ihre Tochter Marta Kostjuk ist ebenfalls Tennisprofi.